# 因远镇
因远镇，是中华人民共和国云南省玉溪市元江哈尼族彝族傣族自治县下辖的一个镇。

## 行政区划
因远镇下辖以下地区：
因远社区、安定社区、北泽村、车垤村、卡腊村、伴坤村、都癸村、浦贵村和路同村。